# Fowler, Michigan
Fowler är en ort (village) i Clinton County i Michigan. Vid 2010 års folkräkning hade Fowler 1 208 invånare.